# Singaporemma singulare
Singaporemma singulare es una especie de arañas araneomorfas de la familia Tetrablemmidae.

## Distribución geográfica
Es endémica de Singapur.